# أي تي في (قناة كويتية)
أي تي في أو الاسم السابق العدالة، قناة فضائية كويتية تبث على القمر الصناعي نايل سات، تعرض العديد من المسلسلات والبرامج الترفيهية وبرامج حوارية والاسم التجاري السابق لها قناة العدالة.

## الإدارة
يمتلك القناة رجال الأعمال منصور حيدر وتمتلك القناة إستوديوهين في المبنى الخاص بها في العارضية الصناعية - الكويت، ويتولى منصب المدير التنفيذي للقناة الاعلامي أحمد الفضلي، أما المدير العام فهو الاعلامي حسن الانصاري، وتعد قناة العادلة أحد أهم القنوات الفضائية الخليجية لما تعرضة من برامج واعمال فنية منوعة، وقد قامت القناة بقلة نوعية من حيث المضمون الاعلامي التي تقدمه من نهاية 2016 حيث قامت بتغطية مميزة لانتخابات مجلس الامة الكويتي عبر برنامج مجلس 2016 الذي استمر طوال فترة الانتخابات، بعدها قدمت القناة مجموعة من الأعمال الفنية والبرامج الرياضية المنوعة التي جذبت متابعين جدد للقناة.